# Blaze Up the Chalwa
Blaze Up the Chalwa – piętnasty album studyjny Sizzli, jamajskiego wykonawcy muzyki reggae i dancehall.
Płyta została wydana 22 stycznia 2002 roku przez label Charm Records, należący do brytyjskiej wytwórni Jet Star Records. Znalazła się na niej kompilacja najnowszych singli Sizzli, zestawiona przez Cordella „Scatta” Burrella. Produkcją całości zajął się Colin Levy.

## Lista utworów
1. „What’s Up”
2. „It’s All Yours”
3. „Mama Africa”
4. „Gunshot”
5. „Dat Dem Love”
6. „Give It To Dem”
7. „Show Us the Way”
8. „Do What Jah Say”
9. „Standing Ovation”
10. „Scream & Shout”
11. „Juvenile”
12. „Legendary”
13. „Trample”
14. „Trod On”
15. „Fear No Foe”
16. „Karate”
17. „Present”